# Palazzo dei Diamanti
El Palazzo dei Diamanti és un dels monuments més importants de Ferrara i del Renaixement italià, situat al Corso Ercole I d'Este 21, al Quadrivio degli angeli, just al centre de l'Addizione Erculea.

## Història
El palau va ser fet construir per ordre d'Hèrcules I d'Este el 1492, per l'arquitecte Biagio Rossetti. La construcció va tenir lloc entre el 1493 i el 1503.

## Arquitectura
La seva característica principal és l'encoixinat (bugnato) exterior en forma de puntes de diamant, que donen el nom al palau. Els aproximadament 8.500 blocs de marbre blanc amb venes rosa creen efectes lloables gràcies a les diverses orientacions de les puntes, enfocades de forma diferent segons l'emplaçament per tal de capturar millor la llum.
A l'interior presenta un típic pati renaixentista amb claustre i un pou de marbre. Això darrer és característic del jardins ferraresos.

## La Pinacoteca nazionale
A la planta noble, el Palau acull la Pinacoteca Nazionale, amb pintures fonamentals de l'escola ferraresa des de l'edat mitjana fins al segle xviii.
Les pintures més antigues són els grans frescos Trionfo di sant'Agostino de Serafino da Modena) en fusta en fons daurat.

Cosmè Tura, Ercole de' Roberti, Vicino da Ferrara i Michele Pannonio són els principals artistes ferraresos del Quattrocento, representata amb diverses obres. D'autor incert són la Musa Erato i la Musa Urania, que provenen de l'estudi del marquès Leonello d'Este al palazzo Belfiore. El Cinquecento és representat pel mestre del classicisme Il Garofalo, present amb nombroses obres entre les quals destaca la Pala Costabili, 
obra de col·laboració amb Dosso Dossi. El període del manierisme és testimoniat amb les obres del Bastianino, caracteritzades d'una aparença derivada de les obres de Michelangelo. Altres mestres presents amb obres són Vittore Carpaccio, l'Ortolano, Manieri, Panetti, Coltellini, el Maestro degli Occhi Spalancati i altres.

## L'espai expositiu
En la planta inferior es troba la Galeria cívica d'Art modern i contemporani, que acull exposicions temporals d'alt nivell a partir de 1992, quan va ser inaugurada amb l'exposició sobre Claude Monet i els seus amics. Altres exposicions significatives al palau es van dedicar a Edvard Munch i Alfred Sisley el 2002, a Edgar Degas el 2003, al cubisme el 2004 - 2005, a André Derain i el
I el simbolisme el 2007, i a Cosmè Tura, Francesco del Cossa i Joan Miró el 2008. La propera mostra serà dedicada a William Turner a finals del 2008.